# Look Cycle
Look Cycle — powstała w Nevers, we Francji w 1951 roku firma, początkowo zajmująca się produkcją wyposażenia narciarskiego. Najbardziej znana z opatentowania w latach 80. XX wieku zatrzaskowych pedałów rowerowych. Produkuje też ramy rowerowe.

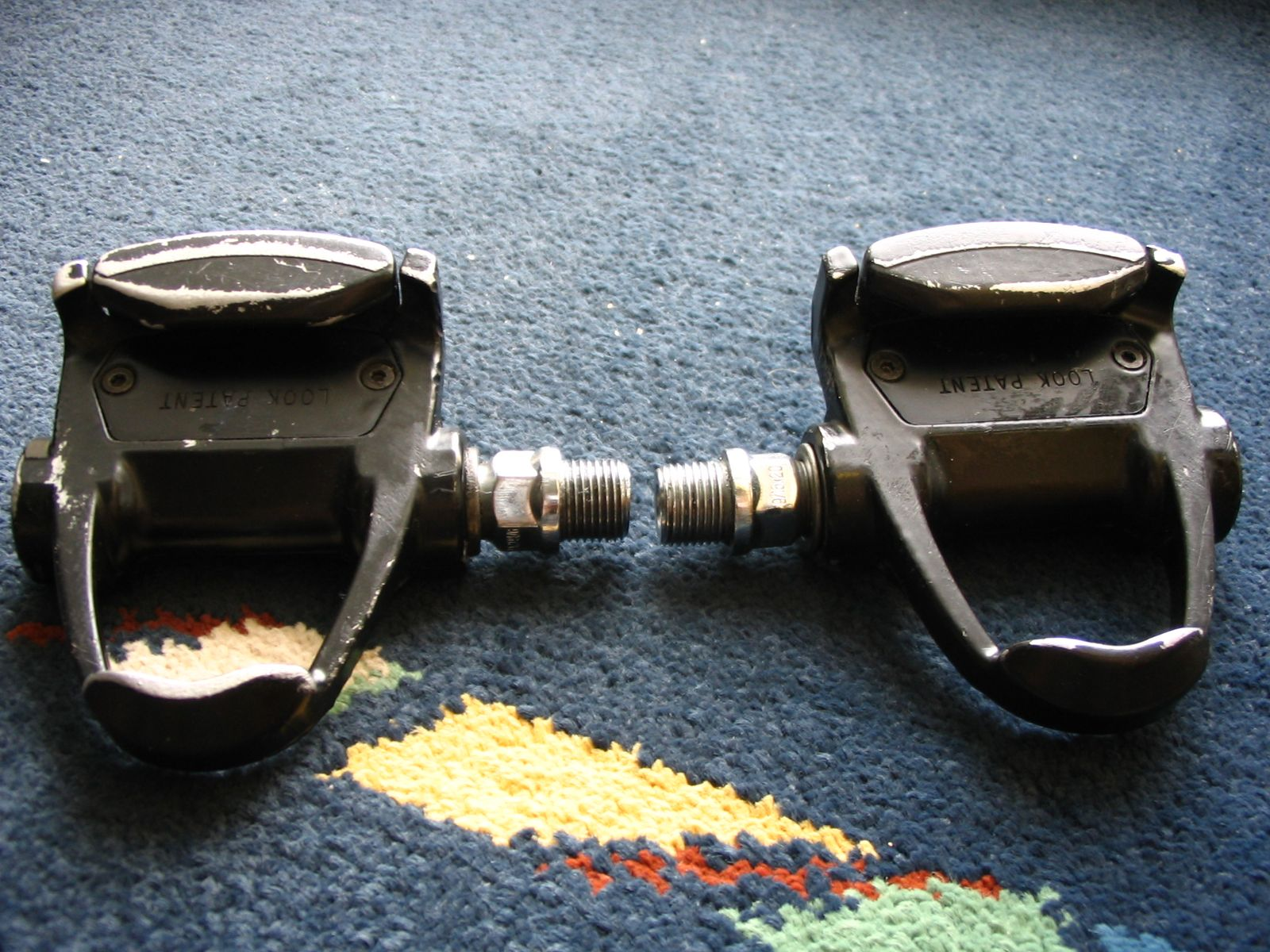
Pedały szosowe LOOK